# Bangsereh (Sepulu)
Bangsereh is een bestuurslaag in het regentschap Bangkalan van de provincie Oost-Java, Indonesië. Bangsereh telt 1813 inwoners (volkstelling 2010).